# Памятник Денису Давыдову (Верхняя Маза)
Памятник Денису Давыдову — памятник российскому военачальнику, поэту и герою Отечественной войны 1812 года Денису Давыдову работы скульптора Рафика Айрапетяна в Верхней Мазе. 

## История создания
Село Верхняя Маза (ныне Радищевского района Ульяновской области) поэт-партизан Денис Васильевич Давыдов получил в приданое за своей женой — Софьей Николаевной Чирковой, прожил здесь последние 10 лет свой жизни, здесь же он умер.
Попытка установить памятник Д. В. Давыдову в селе Верхняя Маза в 1944 году закончилась по ряду причин неудачей. В 1958 году секретарь Ульяновского обкома ВЛКСМ  В. Н. Сверкалов при утверждении 22-летнего демобилизованного моряка Радия Николаевича Шаркаева первым секретарем Радищевского райкома комсомола дает ему указание заняться установкой памятника. Шаркаев с большим энтузиазмом принялся за дело. Организовал сбор средств – сюда пошли деньги от сдачи металлолома, воскресников и субботников.
Проект заказали ульяновскому скульптору Рафику Арменаковичу Айрапетяну, который выполнил гипсовую основу. Р. Шаркаев попросил комсомольцев Ульяновского машиностроительного завода им. Володарского отлить бюст. Руководство завода не стало вмешиваться, и комсомольцы-литейщики в свободное от работы время выполнили поручение. Заказ не проходил ни по каким документам, и с режимного предприятия груз вывезли под кучей строительного мусора и отправили в В. Мазу.
Место для памятника выбрали у сельского совета, где стоял разрушенный к тому времени храм, а теперь был пустырь. Площадку облагородили, получился небольшой скверик. 
Открытие памятника состоялось 16 июля 1960 года в 176 годовщину со дня рождения Дениса Давыдова. На пьедестале была укреплена табличка: «Денису Васильевичу Давыдову от комсомольцев и молодежи Радищевского района. 1958-1960 годы».
В 2004 году, к празднованию 220-летия со дня рождения Д. В. Давыдова, памятник  был капитально отреставрирован.